# NGC 6486
NGC 6486 في الفهرس العام الجديد، هي مجرة، تقع في كوكبة الجاثي. اكتشفت في 28 يوليو 1880 بواسطة إدوارد ستيفان.

## روابط خارجية
- NGC 6486 على موقع ويكي سكاي: DSS2, SDSS, GALEX, IRAS, Hydrogen α, X-Ray, Astrophoto, Sky Map, Articles and images